# Анатомия человеческих сообществ
Анатомия человеческих сообществ (англ. Minds Make Societies. How Cognition Explains the World Humans Create) — научно-популярная книга Паскаля Буайе, изданная в 2018 году на английском языке в издательстве Yale University Press, посвящена вопросам социологии. На русский язык была переведена и издана в 2019 году.

## Содержание
Автор книги французский эволюционный психолог, социальный и культурный антрополог Паскаль Буайе, который с 2000 года занимает должность профессора социокультурной антропологии и психологии в Университете Вашингтона в Сент-Луисе.
Книга представляет собой введение в основные открытия, сделанные когнитивным и эволюционным подходами к антропологии за последние несколько десятилетий развития человечества. Она также развивает оригинальный взгляд на то, как следует исследовать социальные науки, подход автора основывается на двух принципах. Во-первых, поскольку социальные институты и культурная динамика возникают из взаимодействия между отдельными умами, любая серьёзная попытка понять общество должна начинаться с изучения когнитивных механизмов. Во-вторых, те же самые когнитивные механизмы, которые позволяют людям взаимодействовать с другими людьми, порождают интуитивные суждения. Эти интуиции дают людям готовые картины всего социального: природы групп, работы отношений власти, справедливости обменов и т. д. Первая задача социальной науки, по мнению Буайе, состоит в том, чтобы поставить такие интуиции на свое место: место, куда ученые помещают явления, которые им нужно объяснить, а не место, где они хранят свои теоретические инструменты. Второе — сделать очевидными когнитивные механизмы, которые порождают такие интуиции. Когниция, по мнению Бойера, подобна воде для рыбы: плотная, не пропускающая свет среда, которая лишь кажется прозрачной для существа, не знающего ничего другого.
По мнению автора чтобы серьёзно изучать социальные явления, люди должны научиться смотреть на эту среду со стороны. Пять центральных глав произведения показывают работу метода на конкретных вопросах: групповой антагонизм; распространение ложной информации; подъём организованных, догматических религий в государственных обществах; уникальность человеческих систем родства; человеческое противоречивое восприятие рыночного обмена. Каждый случай призван проиллюстрировать конфликт между интуитивным пониманием социального явления и его реальным функционированием, конфликт, который исчезает, как только проблема предстает в когнитивном и эволюционном свете.
В качестве примера можно привести межгрупповой конфликт. Социальная наука предлагает множество превосходных описаний этнических конфликтов, войн, геноцидов. Однако, утверждает автор, когда возникает вопрос о психологических корнях межгруппового конфликта, социологи и психологи, как правило, опираются на интуитивную, но недостаточную теорию. Людьми (гласит теория) движет стремление следовать, помогать и подражать членам своей социальной группы, которых они идентифицируют с помощью различных признаков.
Эти представления, которые, как правило, объединяются в негативные стереотипы, объясняют многое из того, что можно объяснить в насильственных конфликтах между группами: люди относимся к людям вне своей группы по-другому, потому что они кажутся другими. Буайе указывает на то, что такое описание, которое может быть полезным именно в качестве описания, не может служить объяснением. Он принимает как данность те самые явления, которые нуждаются в объяснении. Почему, спрашивает Буайе, мы ожидаем, что люди будут разделены на группы? И почему мы ожидаем, что определённые черты будут служить признаками принадлежности к группе? Ответы автора, почерпнутые в основном из работ Джона Туби и Леды Космидес, рисуют картину человеческого сотрудничества как в высшей степени стратегического и чувствительного к контексту. Разум человека постоянно и бессознательно просчитывает риски и возможности, связанные с сотрудничеством или конфликтом с различными людьми, возвращая в сознание человека ряд интуитивных суждений, которые тот слишком легко принимаем за основные социальные реалии.
При этом Буайе не пытается защищать работы, уже созданные эволюционной психологией или когнитивной наукой о религии — двумя спорными областями, в которых его работа занимает центральное место. В книге не рассматриваются дебаты вокруг мнения о том, что «минимально контринтуитивные» концепции являются ключевым компонентом религиозных убеждений, или что спорные утверждения (например, существование бессознательного модуля обнаружения обманщиков) принимаются некритически. Антропологи, даже если они не хотят поддерживать когнитивные или эволюционные утверждения, могут признать в стремлении Буайе основное кредо дисциплины: задавать большие вопросы о социальной жизни и отвечать на них путем систематического остранения, раскрывая сложные структуры под, казалось бы, очевидными.

## Признание
В 2021 году книга получила высокие оценки экспертов программы Всенаука и стала доступна для бесплатного и легального скачивания в рамках проекта Дигитека.